# Cartulario de Redon
El cartulario de Redon es una colección de cartas desde finales del siglo VIII hasta mediados del siglo XII conservado en la abadía de Redon (Redon, Bretaña, Francia).

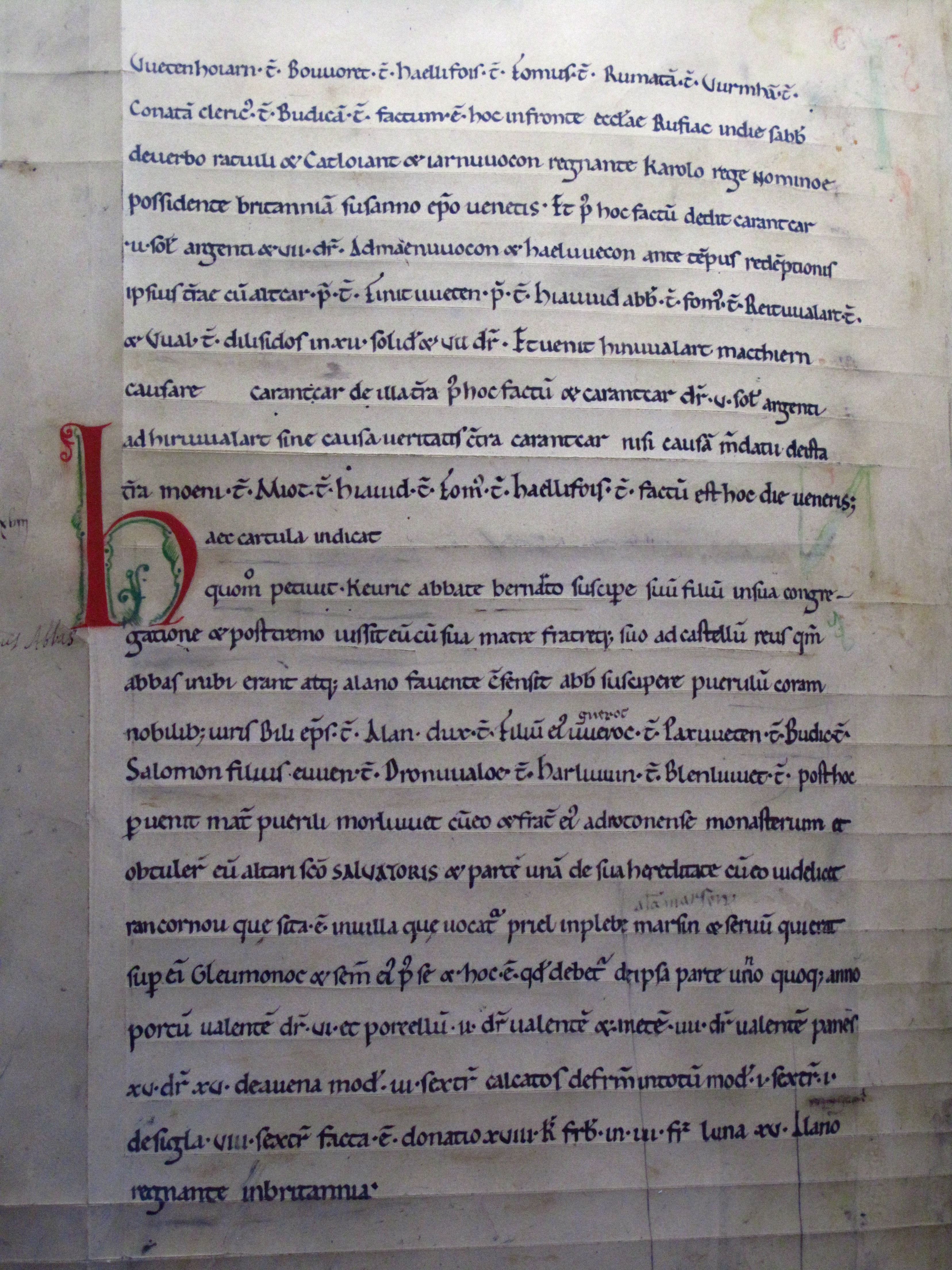
Página del Cartulario (carta 378 del 15 de enero de 895 mencionando a Keuric, señor de Marzan).

## Contenido
Contiene las copias cotejadas de los títulos de propiedad de la abadía de Saint-Sauveur, establecimiento monástico fundado en Redon (actualmente el departamento de Ille y Vilaine) en 832 por Conwoïon bajo la protección del rey bretón Nominoe. La recopilación comenzó en la segunda mitad del siglo XI, en la abadía de Aumod (1062-†1083). Dos de los copistas dieron sus nombres: Judicaël y Gwegon.
El cartulario contiene 391 actos en latín, en 147 pergaminos de 375 mm de alto y 275 mm de ancho. Sin embargo, los nombres propios están en bretón antiguo, especialmente los de los muchos testigos al final de cada acto.
Los estatutos se refieren a fincas o tierras situadas en toda Bretaña. Un buen número de ellas corresponde a propiedades que, sin embargo, se concentran en el valle de Vilaine, en el actual Morbihan oriental y al oeste del actual Loira Atlántico.
Este documento es una importante fuente de información para el conocimiento de la Historia de Bretaña en la Edad Media, particularmente en la Alta Edad Media, así como para la toponimia y la antroponimia bretonas. El índice elaborado por el lingüista Bernard Tanguy incluye 2100 nombres de personas y 800 topónimos, sin contar las variantes.
- Ejemplo del nombre del hombre mencionado en el cartulario: el nombre de un personaje guerrero que se encuentra en varios actos en las formas maenchi, maengi o menki que asocia las palabras bretonas maen "piedra" y ki "perro", implicando "duro como una piedra y combativo como un perro". El nombre corresponde al actual apellido francés Menguy, Le Menguy.[4]
- Ejemplo de un nombre de lugar: el nombre de la actual comuna de Ploërmel (Morbihan) está anotado allí en una carta de 864 con la grafía "Plebs Arthmael".[5]

## Conservación
El cartulario Redon se conserva en los Archivos Históricos de la Diócesis de Rennes y ha sido objeto de dos ediciones principales, una en 1863 y otra en 1998-2004 (véase la bibliografía).

## Pequeño cartulario de Redon
Cabe señalar que existe otro documento, a veces denominado Cartulario de Redon, que ahora solo contiene tres de las 14 hojas que todavía contenía en 1840. Fue compilado en el segundo cuarto del siglo XI. Una de las publicaciones se guarda en el ayuntamiento de Redon, las otras dos en la Biblioteca Nacional de Francia.

#### Ediciones
- de Courson, Aurélien (1863). P., Imprimerie impériale (Collection de documents inédits sur l'Histoire de France ; serie1 : Histoire politique) (en francés). Consultado el 3 de mayo de 2020.
- Guillotel, Hubert; Chédeville, André; Tanguy, Bernard (1998). Cartulaire de l'abbaye Saint-Sauveur de Redon (en francés) I. Rennes: ed. Association des Amis des Archives historiques du diocèse de Rennes Dol et Saint-Malo.
- Brunterc'h, Jean-Pierre; Guillotel, Hubert; Tanguy et al., Bernard (2004). Cartulaire de l'abbaye Saint-Sauveur de Redon (en francés) II. (études sur la partie perdue du cartulaire, sur le deuxième cartulaire, sur les lettrines et les encres, suivies d'un index général). Rennes: ed. Association des Amis des Archives historiques du diocèse de Rennes, Dol et Saint-Malo.

#### Estudios
- de La Borderie, Arthur (1901). La chronologie du Cartulaire de Redon (en francés). Rennes: Oberthur. Consultado el 3 de mayo de 2020.
- Flatrès, Pêr (1971). «Les anciennes structures rurales de Bretagne d'après le cartulaire de Redon. Le paysage rural et son évolution». École nationale des Chartes (Positions des thèses (en francés) 41.
- Tanguy, Bernard (1985). «Les noms de lieux dans le cartulaire de Landévennec, Landévennec et le monachisme breton dans le Haut-Moyen Âge». Actes du colloque du XVe siècle centenaire de l’abbaye de Landévennec (en francés) (Landévennec): 153.
- Guillotel, Hubert (1986). «Les cartulaires de l’abbaye de Redon». La Mémoires de la Société d'histoire et d'archéologie de Bretagne (en francés) LXIII: 27-48.
- Guillotel, Hubert (1993,). «Cartulaires bretons médiévaux». Les cartulaires. Actes de la table ronde organisée par l'École nationale des chartes (en francés) (Droz: P., École des chartes et Genève): 325-341.
- Tanguy, Bernard (1998). «Le cartulaire de Redon : un témoignage médiéval sur le paysage». Kreiz (en francés) (Brest, Crbc) (11): 21-31.
- Hodicq, Marie (2001). «L'abbaye Saint-Sauveur de Redon au XIe et XIIe siècles : les raisons d'un cartulaire». Maîtrise d'histoire (sous la dir. de Joëlle Quaghebeur) (en francés) (Lorient: Université de Bretagne-Sud).